# 6. korpus (Avstro-Ogrska)
6. korpus (izvirno nemško 6. Korps) je bil korpus avstro-ogrske kopenske vojske, ki je bil aktiven med prvo svetovno vojno.

## Zgodovina
Ob pričetku prve svetovne vojne je bil korpus zadolžen za področje Madžarske.
Naborni okraj korpusa je obsegal: Eger, Eperjes, Kassá, Losoncz, Máramarossziget, Munkács, Szatmar-Németi in Ungvár.

## Organizacija
April 1914
- 15. pehotna divizija
- 27. pehotna divizija
- 6. konjeniška brigada
- 6. poljskoartilerijska brigada
- 6. oskrbovalna divizija

## Poveljstvo
Poveljniki (Kommandanten)
- Konstantin d'Aspre von Hoobreuck: november 1849 - maj 1850
- Karl von Culoz: junij 1850 - januar 1852
- nadvojvoda Karl Ferdinand Avstrijski: januar 1852 - oktober 1853
- Friderik Lihtenštajnski: oktober 1853 - julij 1858
- August von Degenfeld-Schonburg: avgust 1858 - junij 1859
- Franz von Paumgarten: junij - oktober 1859
- Eduard von und zu Liechtenstein: oktober 1859 - maj 1860

- ukinjen
- Ludwig von Gablenz: december 1863 - november 1864
- Wilhelm Ramming von Riedkirchen: november 1864 - september 1866

- ukinjen
- Georg von Kees: januar 1883 - marec 1887
- Theodor Braunmüller von Tannbruck: marec 1887 - oktober 1891
- Alexander von Üxküll-Gyllenband: november 1891 - oktober 1893
- Georg Kovács von Mad: oktober 1893 - april 1897
- Ludwig Fabini: april 1897 - april 1899
- Hermann von Pokorny: april 1899 - oktober 1902
- Karl von Mertens: oktober 1902 - april 1905
- Eduard Pucherna: april 1905 - december 1906
- Johann Mörk von Mörkenstein: december 1906 - april 1910
- Alfred von Ziegler: april 1910 - april 1912
- Svetozar Borojević von Bojna: april 1912 - september 1914
- Artur Arz von Straussenburg: september 1914 - avgust 1916
- Ludwig von Fabini: avgust 1916 - januar 1917
- Friedrich Csanády von Békes: januar - julij 1917
- Emmerich Hadfy von Livno: julij - december 1917
- Adalbert Sorsich von Severin (v.d.): december 1917 - januar 1918

- ukinjena: januar 1918
- Ernst Kletter von Gromnik: februar - julij 1918
- Viktor Weber von Webenau: julij - oktober 1918
- Adalbert von Felix (v.d.): oktober - december 1918

Načelniki štaba (Stabchefs)
- Desiderius Wallon: november 1849 - oktober 1850
- Anton Bils: oktober 1850 - maj 1853
- Josef Languider: junij 1853 - maj 1855
- Franz Schrutek von Monte Selvs: maj 1855 - maj 1859
- Franz von John: maj - december 1859
- Franz von Vlasits: december 1859 - maj 1860

- ukinjen
- Franz von Vlasits: december 1863 - november 1864
- Ludwig Fröhlich von Elmbach: december 1864 - september 1866
- ukinjen
- Ferdinand Cronenbold: januar 1883 - oktober 1884
- Josef Netuschill: oktober 1884 - oktober 1886
- Josef Ullmann: oktober 1886 - avgust 1888
- Ignaz Riegg: avgust 1888 - oktober 1891
- Georg Canic: oktober 1891 - avgust 1893
- Johann Schemua: avgust 1893 - oktober 1894
- Alfred von Ziegler: oktober 1894 - september 1900
- Norbert von Catty: september 1900 - avgust 1904
- Klaudius Czibulka: avgust 1904 - februar 1909
- Karl Stracker: februar 1909 - oktober 1913
- Josef Huber: oktober 1913 - avgust 1916
- Adalbert von Balassa: avgust 1916 - maj 1918
- Alexander Algya-Papp von Alsókomána: maj - november 1918